# Troviscal (Oliveira do Bairro)
Troviscal ist ein Ort und eine ehemalige Gemeinde in Portugal. Sie machte im Frühjahr 2013 Schlagzeilen, als sie dem skandalträchtigen Politiker Miguel Relvas nach seinem Rücktritt eine befristete Stelle zum gesetzlichen Mindestlohn anbot, da die Gemeinde zum Ende des Jahres 2013 auf Grund eines von Relvas erarbeiteten Gesetzes aufgelöst werde.

## Geschichte
Die Gemeindekirche von Troviscal, die Igreja de São Bartolomeu, wurde im 18. Jahrhundert errichtet.
Seit 2003 ist Troviscal eine Kleinstadt (Vila).
Mit der Gebietsreform vom 29. September 2013 wurde die Gemeinde Troviscal aufgelöst und dem neugeschaffenen Gemeindeverbund Bustos, Troviscal e Mamarrosa angeschlossen.

## Verwaltung
Troviscal war eine Gemeinde (Freguesia) im Kreis (Concelho) von Oliveira do Bairro. Die Gemeinde hatte eine Fläche von 12 km² und 2370 Einwohner (Stand 30. Juni 2011).
Folgende Ortschaften liegen im Gebiet der ehemaligen Gemeinde:
| - Carvalho - Feiteira - Limeira - Passadouro - Porto Clérigo - Posto Clérigo | - Póvoa do Cabeço - Póvoa do Carreiro - Póvoa do Forno - Silveirinha - Troviscal - Vale Marinha |

Im Zuge der Gebietsreform in Portugal wurde die Gemeinde Troviscal am 29. September 2013 mit den Gemeinden Bustos und Mamarrosa zur União das Freguesias de Bustos, Troviscal e Mamarrosa zusammengefasst. Bustos wurde Sitz der Gemeinde, die bisherige Gemeindeverwaltung in Troviscal blieb jedoch als Außenstelle der neuen Gemeindeverwaltung bestehen.

## Söhne und Töchter der Gemeinde
- Arlindo Vicente (1906–1977), Anwalt und Maler